# Kurt Frederick Ludwig

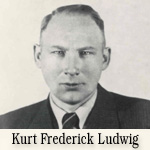
Kurt Ludwig bei seiner Festnahme

Kurt Frederick Ludwig, auch Kurt Friedrich Ludwig oder Fritz Ludwig (* 1903 in Fremont, Ohio, USA; † nach 1953), war ein deutscher Spion gegen die USA. In der Agentengeschichte des Zweiten Weltkriegs war er die zentrale Figur des Spionagerings Joe K. In seinen verschlüsselten Briefen aus den USA nach Berlin unterschrieb Ludwig häufig mit „Joe K“.

## Leben
Kurt Frederick Ludwig wurde in Fremont, Ohio, geboren und zog als Zweijähriger mit seinen Eltern nach Deutschland, wo er aufwuchs und heiratete. Er besuchte die USA in den 1920er und 30er Jahren mehrmals. Im Februar 1938 verhaftete man ihn in Österreich wegen Spionage, weil er Brücken im Grenzgebiet zwischen Österreich und Deutschland fotografiert hatte. Er kam wieder frei, denn wenig später annektierte das Deutsche Reich Österreich. Im März 1940 bekam er von der nationalsozialistischen Regierung den Auftrag, in den USA einen Spionagering aufzubauen.

## Joe K
Mit Geldern des deutschen Konsulats in New York und getarnt als Lederwarenhändler warb Kurt Frederick Ludwig sechs Männer und zwei Frauen an. Sie gehörten zum Teil der Deutsch-Amerikanischen Jugendbewegung an, aus der der Nazi-treue Deutsch-Amerikanische Bund wurde.
Sie beobachteten hauptsächlich in der Umgebung von New York City und vor der Atlantikküste New Jerseys Bewegungen von Schiffen und Flugzeugen. Ludwig fuhr häufig mit seinem Auto übers Land und nahm bevorzugt trampende Soldaten mit. In seinem Wagen befand sich ein Kurzwellenempfänger, über den er Aufträge in verschlüsselter Form bekam.
Seine Berichte sandte Ludwig über Botschaften (Spanien, Portugal, China) an Tarnadressen in den jeweiligen Ländern, von wo sie Vertrauenspersonen dann nach Berlin weiterleiteten. Besonders wichtig scheinende Meldungen wie die Pläne der USA, Pearl Harbor zu verteidigen, gingen direkt an Größen des Nazi-Regimes: Heinrich Himmler alias „Manual Alonzo“ und Reinhard Heydrich alias „Lothar Frederick“. Die meisten der Briefe waren mit „Joe K“ unterschrieben, alle mit unsichtbarer Tinte (Geheimtinte) verfasst, die Zeichenfolge verschlüsselt. Zur Typografie gehörten Kürzel des damals kaum mehr gebräuchlichen Stenographie-Systems Gabelsberger. Die Spione nutzten Techniken der Fotografie, versteckten Codes in Schreibmaschinenbändern, Ludwigs Notizbuch war voll mit Chiffren, die die Namen von anderen Gruppenmitgliedern enthielten oder Nachrichten wie:
- „Boeing flying fortress U. S. Army B96 (Model 299T).“
- „Gun turret in tail Sperry bombsight.“
- „April 15, 1941.“[2]

## Enttarnung
Das FBI fing bereits 1940 Briefe ab, versuchte sie zu entschlüsseln und gab sie dann unbemerkt weiter auf den Weg zum Adressaten. Den entscheidenden Hinweis bekam die Polizei jedoch durch einen Unfall auf dem Times Square. Zwei Männer stritten sich am 18. März 1941 auf dem belebten Platz, worauf einer über eine rote Fußgängerampel lief und von einem Auto tödlich verletzt wurde. Es handelte sich um einen Kurier des spanischen Konsulats namens Don Julio Lopes Lido. Sein wahrer Name aber war Ulrich von der Osten, Mitglied der deutschen Abwehr und als neuer Leiter der Gruppe in die USA gekommen. Der andere Mann war Kurt Frederick Ludwig. Er flüchtete vom Unfallort, stand jedoch ab da unter Beobachtung.
Im August 1941 war es den Behörden gelungen, den ganzen Ring zu enttarnen. Dazu gehörten laut den Ermittlungen die Personen
- Lucy Boehmler (Ludwigs Assistentin, bei der Verhaftung 18 Jahre alt)
- Paul Borchardt
- Rene Charles Froehlich
- Teodore Erdman Erich Lau (Zahlmeister der Gruppe)
- Helen Pauline Mayer
- Karl Victor Müller
- Hans Helmut „Bubi“ Pagel (Fotoexperte, bei der Verhaftung 20 Jahre alt)
- Frederick Edward Schlosser (bei der Verhaftung 19 Jahre alt)

## Festnahme und Prozess
Kurt Frederick Ludwig bekam Wind von der Enttarnung und flüchtete mit dem Auto in den mittleren Westen der USA, schickte seine Habseligkeiten mit der Post an Verwandte an die Ostküste und reiste mit dem Bus von Montana weiter nach Seattle, vermutlich um über Japan nach Deutschland zu fliegen. Die Festnahme geschah am 23. August 1941. Wenig später wurde, mit Ausnahme von Lau, der sich bis 1946 verstecken konnte, die ganze Gruppe verhaftet.
Die New York Times schrieb am 27. August 1941:
[Staatsanwalt Mathias F.] „Correa weigerte sich, mehr auszusagen, als dass Ludwig für ein Land arbeitete, das den Vereinigten Staaten feindlich gegenüber stehe. Ludwig, der etwa 38 Jahre alt ist, [...] wohnte eine zeitlang auf der Fresh Pond Road im Queens-Bezirk Ridgewood, wo zahlreiche Deutsch-Amerikaner leben. Die Straftat, die ihm vorgeworfen wird, betrifft nicht direkt die Spionage, sondern den Umstand, dass Ludwig gegen das Gesetz verstoßen und in vollem Bewusstsein den Postdienst der Vereinigten Staaten genutzt habe, um Informationen ins Ausland zu schicken, die er für eine fremde Macht gesammelt hatte und die gegen die USA verwendet werden sollten.“

## Prozess und Haft
Der Prozess fand vor dem Gericht des Southern District of New York statt. Geständig zeigte sich nur Lucy Boehmler. Sie trat als Kronzeugin auf und belastete insbesondere Ludwig schwer. Weil die USA noch nicht offiziell in den Zweiten Weltkrieg eingetreten waren, sprach das Gericht keine Todesstrafe aus. Das Urteil erging am 13. März 1942. Die Haftstrafen reichten von fünf (für Boehmler) bis zu zwanzig Jahren. Kurt Frederick Ludwig verbüßte von den zwanzig Jahren elf auf der Gefangeneninsel Alcatraz und wurde 1953 aus den USA abgeschoben. Danach verlieren sich seine Spuren.